# Apostagi-kódex
Apostagi-kódex néven ismeretes egy erősen rongált állapotban fennmaradt magyar kódex a 16.–17. századból. A nagy, 4-rét alakú alkotás világi énekeket tartalmaz. Nevét lelőhelyéről, a Pest megyei Apostagól kapta.